# Rooms-katholieke kerk in Transkarpatië

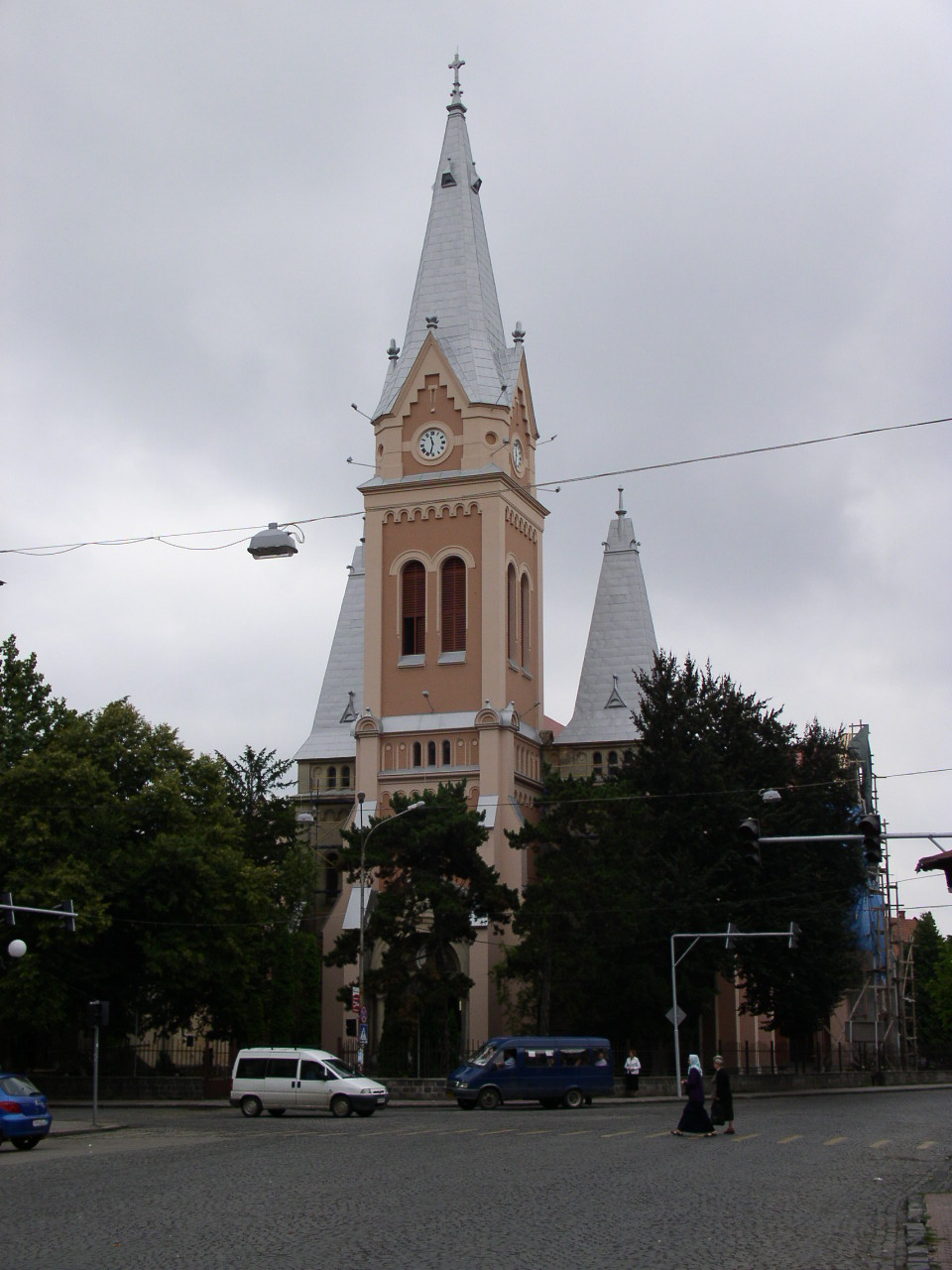
Sint-Maarten van Tourskathedraal

De Rooms-katholieke kerk in de oblast Transkarpatië is georganiseerd in het bisdom Moekatsjevo (Hongaars: Munkács) (Dioecesis Munkacsiensis Latinorum). De beschermheilige van het bisdom is Sint-Maarten van Tours.
Het bisdom werd in 2002 opgericht als voortzetting van het apostolisch bestuur in Transkarpatië, dat in 1993 werd opgericht in Oekraïne als afsplitsing van het bisdom Satu Mare in Roemenië.
De bisschop van het bisdom is sinds 2022 de etnische Hongaar Péter Miklós Lucsok. De gelovigen behoren ook in grote meerderheid tot de Hongaarse minderheid in Oekraïne. 
De hoofdkerk is de Sint-Maarten van Tourskathedraal in Moekatsjevo. De 54.000 Rooms-katholieken in Transkarpatië kunnen terecht bij de 100 parochies in de streek en er zijn dan ook 100 kerken. 